# Roger M. Buergel
Roger M. Buergel, född 26 september 1962 i Västberlin, är en tysk skribent och kurator.
Roger M. Buergel växte upp i Berlin och Bremen. Han studerade från 1983 på Akademie der bildenden Künste Wien och för utställningsmakaren Johannes Gachnang på Wiener Institut für Gegenwartskunst på Akademie der bildenden Künste Wien. Han läste också filosofi och företagsekonomi på Wiens universitet. Därefter arbetade därefter under 1980-talet som sekreterare till konstnären Hermann Nitsch (född 1938) i Wien. Han var också medgrundare till konsttidskriften Springerin. 
Från 1990-talet har han gjort ett antal utställningar, ofta i samarbete med Ruth Noack, inklusive documenta 12 i Kassel 2007. Från 1997 undervisade han på Universität Lüneburg. Han har också varit gästprofessor vid Konsthögskolan i Karlsruhe 2007-09.